# ГЕС Айленд-Фолс
ГЕС Айленд-Фолс (англ. Island Falls Dam) – гідроелектростанція у канадській провінції Саскачеван. Використовує ресурс із річки Черчилл, яка завершується на південно-західному узбережжі  Гудзонової затоки. 
Станцію спорудили в кінці 1920-х років для забезпечення потреб гірничодобувної промисловості та мідно-цинкового комбінату у Флін-Флон. Дві протоки Черчилл, котрі оточують острів Девіс в районі Ісланд-Фолс, перекрили бетонними греблями. У північній розмістився машинний зал, а за 1,2 км на південь знаходиться контрфорсна споруда («гребля А») довжиною 275 метрів з водопропускними пристроями. Крім того, для утримання водосховища знадобились дев’ять земляних дамб. А в 1942-1943 роках на лівій притоці Черчилл річці Reindeer спорудили греблю Whitesand, яка підняла рівень води на 3 метри та дозволила стабілізувати водопостачання станції Ісланд-Фолс.  
Основне обладнання станції становлять сім пропелерних турбін одиничною потужністю від 13,2 МВт до 18 МВт (загальна потужність 111 МВт), які використовують напір у 17 метрів.
З 1967 року станція керується дистанційно.
Можливо також відзначити, що нижче по течії Черчилл відбувається відбір ресурсу для роботи каскаду на річці Нельсон (впадає до Гудзонової затоки на схід від устя Черчилл), котра на своєму шляху проходить через ГЕС Wuskwatim.